# Synthetoceras

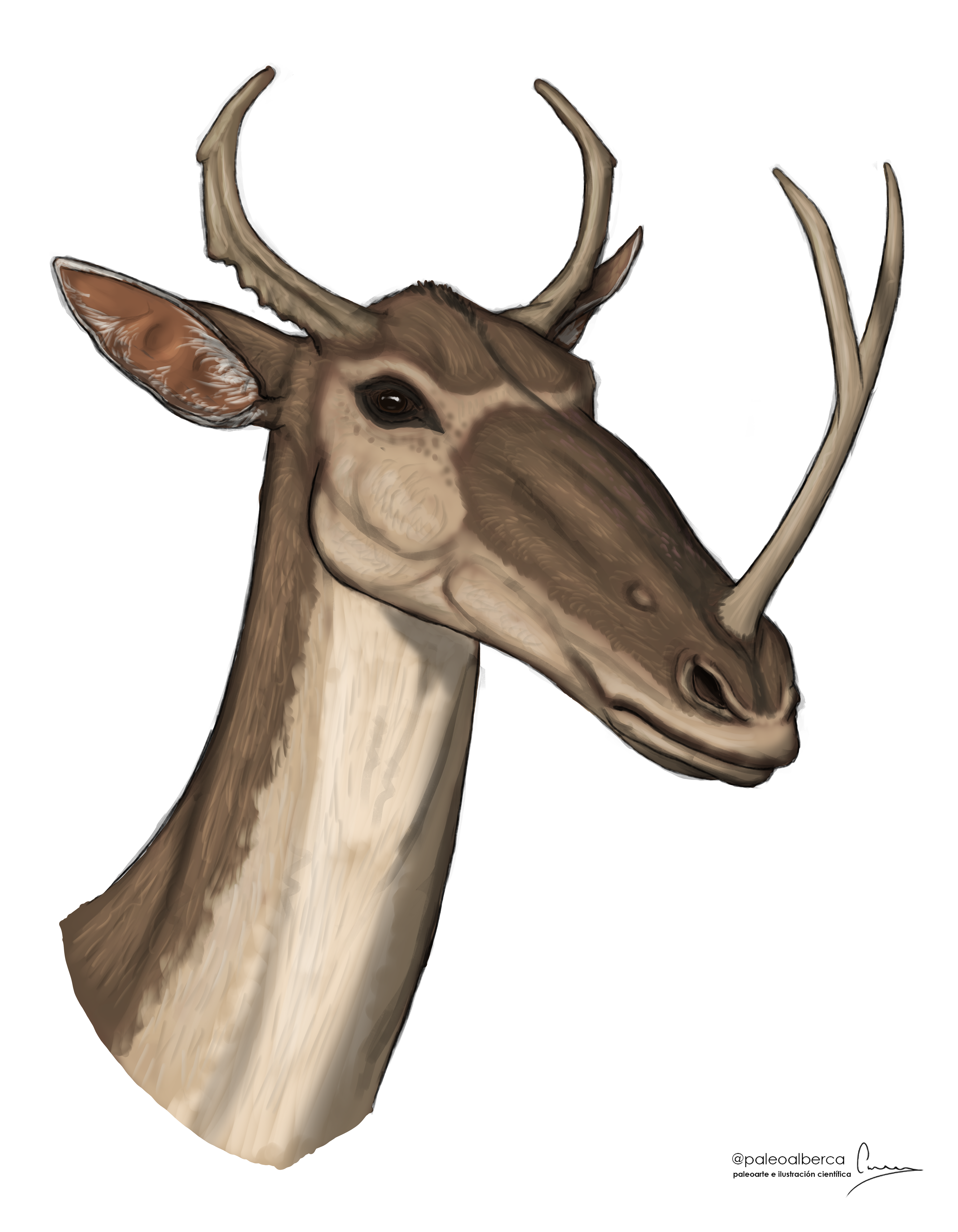
Busto de Synthetoceras tricornatus

Synthetoceras tricornatus es una especie extinta de mamífero artiodáctilo de la familia Protoceratidae del período Mioceno de Norteamérica. Mide 2 metros de longitud.
Synthetoceras poseía cuernos encima de la cabeza y en el hocico probablemente para luchar. Considerado el último miembro de la familia de los protocerátidos, era también el más grande y de cabeza más ornamentada.

## Taxonomía

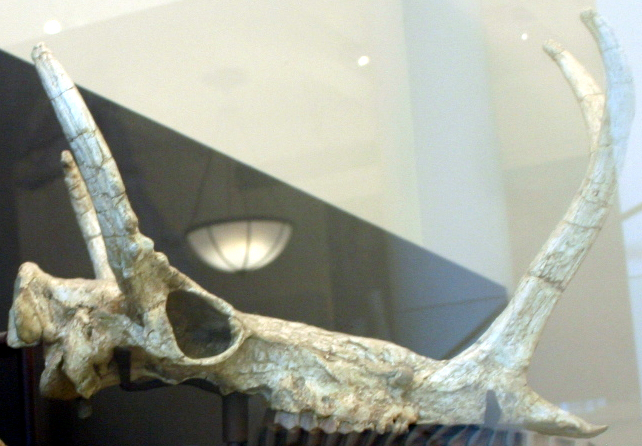
Cráneo de un S. tricornatus.

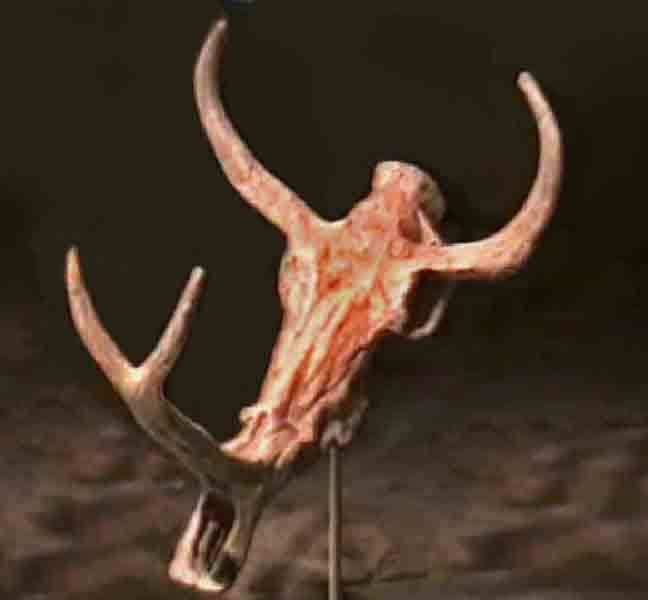
Cráneo de un Synthetoceras.

Synthetoceras fue nombrado por Stirton (1932). Es el género tipo de la subfamilia Synthetoceratinae y la tribu Synthetoceratini. Se asigna a Protoceratidae por Stirton (1932), Thurmond y Jones (1981) y Carroll (1988); a Synthetoceratinae por Hulbert y Whitmore (2006); y a Synthetoceratini por Webb (1981), Prothero (1998), Webb et al. (2003) y Prothero y Ludtke (2007).

## Morfología
Con una longitud de 2 m (6 pies 8 pulgadas), una altura de 1 m aprox. y 300 kilos, Synthetoceras era el miembro más grande de su familia. También fue el último, y sus cuernos se consideran los más extraños de su familia. Los dos cuernos que tenía sobre sus ojos parecían bastante normales y similares a los de muchos mamíferos con cuernos modernos, pero en su hocico tenía un cuerno largo con una punta en forma de horquilla que formaba una Y. Sólo los machos tenían este extraño cuerno, y probablemente lo utilizaron en peleas territoriales.

## Distribución fósil
Sus fósiles se han recuperado de:
- Stage Hill II, Formación Wildcat Hills Beds, Nebraska, Estados Unidos
- Guernsey Site, Formación Upper Harrison Beds, Wyoming, Estados Unidos